# Melias (doméstico de las escolas)
Melias (en griego: Μελίας; fallecido en 973 o 974) fue un general bizantino de origen armenio, que luchó en las guerras contra los árabes en el este bajo el mando de Nicéforo II Focas y Juan I Tzimisces. Fue derrotado ante Amid en 973 por los hamdánidas y murió en cautiverio poco después.

## Biografía

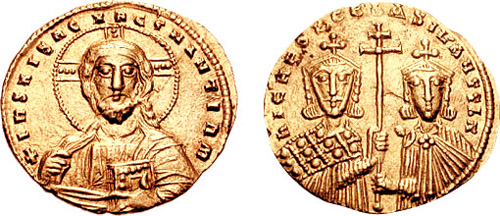
Histamenon de Nicéforo II Focas y Basilio II el Bulgaroctono.

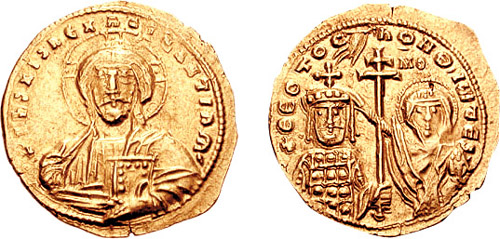
Histamenon de Juan I Tzimisces.

Melias era pariente y tocayo de Melias (en armenio: Mleh), un armenio que entró al servicio bizantino a principios del siglo X bajo el reinado de León VI el Sabio, fundó la provincia fronteriza de Licando y desempeñó un papel importante en las guerras de Bizancio con sus vecinos árabes hasta la década de 930. Melias se menciona en las fuentes únicamente durante los primeros años del reinado de Juan I Tzimiskes (r. 969-976), pero se lo representa a caballo junto con Tzimiskes en la llamada iglesia de la «Casa de las Palomas» (véase Iglesias de Göreme) en Çavuşin, Capadocia, la cual se construyó y pintó durante el reinado del predecesor de Tzimiskes, Nicéforo II Focas (r. 963-969) para conmemorarlo a él y a su familia. La presencia de Melias y Tzimiskes probablemente esté relacionada con su participación en la conquista de Cilicia por Nicéforo II en 965. Aunque Melias es identificado como magistros en el «Palomar», se trata de una enmienda posterior a la inscripción original; probablemente obtuvo el rango de magistros durante o después de la ascensión de Tzimiskes.
Melias es mencionado en las fuentes como integrante en las expediciones contra los árabes en la Alta Mesopotamia en 972-973. La primera expedición, en otoño e invierno de 972, fue liderada por Tzimiskes en persona y resultó en la captura de Nísibis y Mayyafariqin (en griego: Martirópolis), obligando al gobernante árabe local, el emir hamdánida Abu Taghlib, a aceptar pagar un tributo anual a cambio de la retirada de los bizantinos Tzimiskes luego se retiró del área, pero dejó a Melias en su lugar como doméstico de las escolas del Este (comandante en jefe del ejército de campaña oriental). Melias luego avanzó contra Amid (hoy Diyarbakır) con un ejército que contaba, según las fuentes árabes, con 50 000 hombres. El comandante de la guarnición local, Hezarmerd, pidió ayuda a Abu Taghlib, quien envió a su hermano, Abu'l-Qasim Hibat Allah, quien llegó a la ciudad el 4 de julio de 973. Al día siguiente, se libró una batalla ante las murallas de Amid, en la que los bizantinos fueron derrotados. Melias y un grupo de otros generales bizantinos fueron capturados al día siguiente y llevados cautivos ante Abu Taghlib.
Melías murió poco después en cautiverio, pero las fuentes discrepan en cuanto a la fecha y la causa. Los historiadores del siglo XI Yahya de Antioquía y Esteban de Tarón registran que permaneció cautivo en la corte de Abu Taghlib hasta su muerte en febrero o marzo de 974. El historiador persa del siglo siglo XIII Rashid-al-Din Hamadani, por otro lado, afirma que Melias murió poco después de la batalla ante Amid a causa de sus heridas. Ali ibn al-Athir y otros registran que murió en el año 363 de la Hégira (octubre de 973 - septiembre de 974) de una enfermedad, aunque Abu Taghlib había enviado médicos para ayudarlo, mientras que los relatos menos fiables de Mateo de Edesa y Bar Hebraeus afirman que fue llevado a Bagdad, donde murió de una úlcera.